# Muziekcentrum Vlaanderen
Muziekcentrum Vlaanderen (MCV) was een onafhankelijke vzw die fungeerde als officieel steunpunt voor de professionele muzieksector in Vlaanderen. Het centrum werd opgericht met het Muziekdecreet van 1998 van de Vlaamse Gemeenschap. Het MCV vervulde een intermediaire rol tussen de overheid en de muzieksector in Vlaanderen. Bij de vernieuwing van het Kunstendecreet in 2013 werd beslist Muziekcentrum Vlaanderen te laten opgaan in één steunpunt voor de brede kunstensector, Kunstenpunt. In 2018 werd de opdracht van Poppunt uitgebreid met de niet-klassieke muziekwerking van Kunstenpunt. Sinds 2020 staat deze organisatie bekend als VI.BE.

## Kernactiviteiten
Muziekcentrum Vlaanderen focuste zich onder meer op praktijkondersteuning en deskundigheidsbevordering van Vlaamse artiesten. Daarbuiten was het centrum actief in verschillende lokale en internationale netwerken zoals het European Music Office (EMO) en het Europe Jazz Network (EJN) met als doel een grotere visibiliteit te creëren voor muziek uit Vlaanderen en de uitwisseling van interessante contacten te verbeteren. Het steunpunt was ook lid van IAMIC, International Association of Music Information Centres, een organisatie die een veertigtal muziekinformatiecentra verenigt.
Het centrum beschikte over een omvangrijke collectie van Vlaamse muziekproducties en fungeerde lange tijd als depot voor composities die door de Vlaamse Gemeenschap gesubsidieerd werden.
Voor het grote publiek is het Muziekcentrum Vlaanderen vooral bekend als organisator van de Music Industry Awards (MIA's), de vroegere ZAMU Awards, van de voormalige website Muziekarchief over Belgische muziekreleases en als uitgever van onder meer de compilatie-cd's Popgrond, Jazztublieft en Flamundo.
De vzw werd tijdens de hele bestaansperiode bestuurd door Jari Demeulemeester (voorzitter) en Stef Coninx (directeur).
Wallonie Bruxelles Musiques (WBM) is de Waalse tegenhanger van het MCV. Poppunt was destijds het aanspreekpunt voor DJ's en amateurmusici in Vlaanderen.
Op 1 januari 2015 werd de werking van Muziekcentrum Vlaanderen stopgezet en gedeeltelijk voortgezet door Kunstenpunt, een fusie met het Vlaams Theater Instituut en BAM (Instituut voor beeldende, audiovisuele en mediakunst). Diezelfde werking (met uitzondering van de klassieke muziekwerking) werd in 2019 overgedragen naar het toenmalige Poppunt. Deze uitgebreide organisatie heet sinds 2020 VI.BE.